# 国立台南家齊高級中等学校
国立台南家齊高級中等学校（英語: National Tainan Chia-Chi Senior High School）は、台南市中西区に位置する公立高級中等学校である。

## 沿革
- 1924年、当初は台南商業師範学校に付属する1年制の女子専門学校として創立。
- 1933年、台南女子技術学校として独立。
- 1937年、台南実用女学校に改称。
- 1941年、台南家政女学校に改称。
- 1944年、台南商業実務女学校に改称。
- 1946年、台南市女子初級商業職業学校に改称。
- 1952年、台南市女子初級商業職業学校は試験的に小中学校家庭課の運営を命じられる。
- 1954年、同校は正式に台南市家庭職業学校となる。
- 1956年9月、同校は一般中学校も運営するようになる。
- 1957年、同年11月1日に台南市立女子高等学校が設立され、第45学年度に併設していた中学校は台南市立女子高等学校に移管され、引き継がれる。
- 1990年、同高等学校に実験ダンスクラスが設置される。
- 2013年7月3日、広島県の広島県立神辺旭高等学校と姉妹校提携締結、調印式[1]。
- 2016年8月1日、名称を「国立台南家齊高級中学」に変更し、男子の入学を開始。
- 2018年、姉妹校である広島県立神辺旭高等学校とのビデオ学習交流プログラムに参加。
- 2024年10月29日、兵庫県の兵庫県立尼崎小田高等学校と姉妹校提携締結、調印式[2]。

## 姉妹校
- 広島県立神辺旭高等学校 - 2013年7月3日に姉妹校締結。
- 兵庫県立尼崎小田高等学校 - 2024年10月29日に姉妹校締結。